# StarCraft: Tűzkeresztség
A StarCraft: Tűzkeresztség (eredeti címén StarCraft: Liberty's Crusade) Jeff Grubb amerikai író science fiction regénye, melynek cselekménye a StarCraft című stratégiai játék univerzumában játszódik. Az eredeti változat kiadója a Pocket Books, a magyar fordításé a Szukits Könyvkiadó.
A történet az eredeti StarCraft terran hadjáratának idején játszódik, és egy nyomozó újságíró, Michael Daniel Liberty meséli el, akit Edmond Duke tábornok csatahajójára, a Norad II-re rendelnek ki – miután súlyosan megsértette a Konföderáció egyik régi uralkodócsaládját.
|  | Alább a cselekmény részletei következnek! |

Itt szemtanúja lesz mikor a Tassadar által vezetett protoss flotta elpusztítja a zergek által megfertőzött Chau Sarát. A Norad II ezután ennek a testvérvilágára utazik, ahol először Sarah Kerrigan hadnaggyal, Jim Raynor marshallal és a Korhal fiainak vezetőjével, Arcturus Mengskkel találkozik. Miután még mindig körözte a Konföderáció, Liberty megszökik Raynorral a Korhal fiaihoz, és Mengsknek kezd dolgozni mint korhali propagandista.
Hamar ráébred, hogy Mengsk ugyanolyan korrupt, fanatikus és brutális, mint a Konföderáció, mely ellen küzd – még azt is megengedi, hogy Duke tábornok csatlakozzon hozzá. Liberty nem hagyja ott, míg nem küldi Kerrigant a zerg kezére Tarsonisnál. Raynor, aki Kerrigant nagy becsben tartotta, összeütközik Duke-kal, aztán elhagyja Mengsket. Liberty vele tart.
A könyv Liberty utolsó üzenetével ér véget, a nyilatkozatával, melyet Kerrigan, ekkor már a Pengék Királynője hallgat újra. A nyilatkozat megmozgatott benne valami emberit, de ő ekkor már teljes egészében zerg volt, és elkezdte újra tanulmányozni azt, hogy tud-e valamilyen taktikai információt szerezni belőle, melyet az előnyére fordíthatna.
|  | Itt a vége a cselekmény részletezésének! |

## Magyarul
- Tűzkeresztség; ford. Szántai Zsolt; Szukits, Szeged, 2003
- Tűzkeresztség; ford. Szente Mihály; Szukits, Szeged, 2006

## Ellentmondások
A könyv több részen eltér a játék eseményeitől:
- Edmund Duke csak a történet kezdetén lett tábornok, és aztán csak nem sokkal a Norad II lezuhanása előtt lett kitüntetve. A játékban azt állítja, hogy már 15 éve megkapta ezt a rangot.
- A regény azt is állítja, hogy Duke a Konföderáció arisztokratikus „régi családjainak” tagja volt, és utalt arra is, hogy hacsak nem lennének politikai harcok miatta, Duke-nak magasabb ragja és parancsnoki szintje lenne.
- Míg Raynor a játékban azt mondja, hogy „Arcturus emberei” kiszabadították őt és az embereit a börtönből, a novella szerint az esemény úgy történt, hogy Liberty belopakodott a börtönhajóra, melyen ők voltak, és meggyőzte a legénységet fegyverekkel (akiket lényegében halálra ítéltek, mivel a protossok nem rég érkeztek, hogy sterilizálják a rendszert), hogy hagyják el posztjaikat és távozzanak a rendszerből.
- A regényben Duke önmegsemmisítésre állítja a Norad II-őt, miután elfogadta Mengsk ajánlatát, hogy csatlakozzon a Korhal fiaihoz. Ezután Duke a Hyperion fedélzetén szolgált a legénység többi részével. A játékban a Korhal fiai megmentette és felújította a Norad II-őt, amelyet Duke a tarsonisi védelmi platformok támadásánál használt fel.
- Nincs említve a játékos karaktere, és néhány, általa elkövetett eseményt Michael Liberty tett meg. Habár Mengsk informálja Liberty-t Mar Sara vezetőjével való tárgyalásról mielőtt találkoznának.
- Nem egészen ellentmondás, mivel a játék nem enged betekintést, de a regény szerint Raynor korábban feleségül vette egy Liddy nevű nőt, akitől lett egy fia. A fiúnak véletlenül rejtett pszionikus képességei voltak, ezért besorozták a Konföderáció Szellemképző Főiskolájára, ahol meghalt egy „baleset során” (célzás volt arra, hogy a végső tesztelés során halt meg). Ez ahhoz vezetett, hogy Liddy meghalt a depressziótól, és ez okozta azt, hogy Raynor kezdetben nem szerette Kerrigant telepatikus képességei miatt.